# KV14
KV14 (Kings' Valley 14) è la sigla che identifica una delle tombe della Valle dei Re in Egitto; era la tomba della regina Tausert (XIX dinastia), Grande sposa reale di Seti II e madre di Siptah del quale, data la giovane età, fu dapprima coreggente e poi successore alla sua prematura morte.
KV14 venne iniziata sotto Sethy II; lo scavo venne poi proseguito durante il regno di Siptah e Tausert. Occupata da Tausert alla sua morte, e secondo alcuni anche da Sethy II, venne successivamente usurpata dal faraone Sethnakht della XX dinastia .

## Storia
Nota fin dall'antichità, KV14 venne rilevata e mappata da Richard Pococke nel 1737-1738. Venne sottoposta a rilievi epigrafici durante la spedizione napoleonica del 1799, e nuovamente rilevata e mappata da James Burton nel 1825.
La spedizione franco-toscana di Ippolito Rosellini eseguì nuovi rilievi epigrafici nel 1828-1829 che vennero ripetuti, nel 1844-1845, da Karl Richard Lepsius. Scavata nel 1893-1895 dal Service des Antiquités, venne sottoposta a scavi sistematici solo nel 1983-1987 a cura di Hartwig Altenmüller per conto dell'Università di Amburgo.
Originariamente iniziata sotto Sethy II, la tomba venne poi ultimata dalla regina Tausert; Hartwig Altenmüller ritenne che, originariamente, il corpo di Sethy II venne sepolto in questa tomba dove venne raggiunto da quello della regina.
Successivamente, quando Sethnakht assunse il trono a seguito molto probabilmente di una guerra civile, avrebbe fatto traslare il corpo del re nell'attuale KV15 usurpando la tomba per se stesso e distruggendo il corpo fisico di Tausert condannandola a una damnatio memoriae e sostituendosi, peraltro, a lei nelle decorazioni parietali. Non si hanno, tuttavia, ulteriori dimostrazioni che tale ipotesi possa corrispondere al vero.

## Architettura
KV14 si sviluppa su unico asse, con la struttura tipica delle tombe della XX dinastia . Una leggera deviazione dell'asse indica il cambio di committente, da Tausert e Sethnakht che la fece ampliare rendendola una delle più estese della Valle dei Re con i suoi quasi 160 m di lunghezza e una volumetria di oltre 2.000 m³ . Subito dopo l'ingresso, una serie di otto corridoi in discesa adduce a una camera funeraria con soffitto a volta sorretto da otto pilastri e pavimento infossato: qui si ritiene fosse sepolta la regina Tausert e, molto probabilmente, anche il faraone Sethy II. Quattro camere, incompiute, si trovano ai quattro angoli di questo locale.
Posteriormente a questa camera, si dipartono due ulteriori corridoi, in piano, che conducono alla camera funeraria di Sethnakht, più ampia della precedente. Anche questa è voltata con il soffitto sorretto da otto pilastri. Nel primo di tali corridoi si aprono due locali, uno per lato, di cui uno non ultimato. Anche la camera funeraria di Sethnakht presenta il pavimento infossato e quattro locali angolari terminati, ma non decorati.
Dalla parte posteriore di tale sala, al cui centro si trova un sarcofago in granito danneggiato ed il relativo coperchio, si diparte un altro corridoio, non ultimato, che lascia intendere si volesse ancora ampliare la tomba.

## Decorazioni
La decorazione parietale riflette, in qualche modo, le vicende della tomba e le variazioni di status della regina Tausert. Nel corridoio iniziale la figura della regina dinanzi ad alcuni dei è stata sostituita da quella del successore, ma sono rimaste le rappresentazioni di divinità maschili, con epiteti riferiti al femminile per l'assimilazione della regina con gli stessi dei. Alcuni cartigli di Siptah vennero abrasi e sostituiti da quelli di Sethy II.
Si susseguono nei corridoi iniziali capitoli dal Libro dei morti e dal Libro delle Porte. La camera funeraria di Tausert è decorata con un soffitto astronomico e, sulle pareti, capitoli dal Libro delle Porte e dal Libro delle Caverne.
Nella parte riferita a Sethnakt, i corridoi sono decorati con passi dell'Amduat mentre la camera funeraria presenta, oltre alla volta decorata anche in questo caso con un soffitto astronomico, da brani del Libro delle Porte.

## Corredo funerario
Il sarcofago di Sethnakht, giacente nella camera funeraria più interna, venne spezzato nell'antichità ed il coperchio è molto simile a quello del sarcofago di Siptah. Si ritiene che originariamente fosse questo il sarcofago che accoglieva il corpo di Sethy II.
Un sarcofago antropoide, molto malridotto, rinvenuto in KV35 reca il cartiglio di Sethnakht e faceva verosimilmente parte del corredo originario di KV14.
Mentre non è stato identificato il corpo della regina Tausert, forse distrutto dallo stesso Sethnakht, quello di quest'ultimo venne ipoteticamente identificato nella cosiddetta mummia della barca rinvenuta da Victor Loret, nel 1898, in KV35, priva delle bende forse per un antico saccheggio, deposta in una barca rituale di legno. Non è possibile eseguire alcun accertamento su tale reperto poiché la mummia andò perduta, nel 1901, durante un saccheggio.

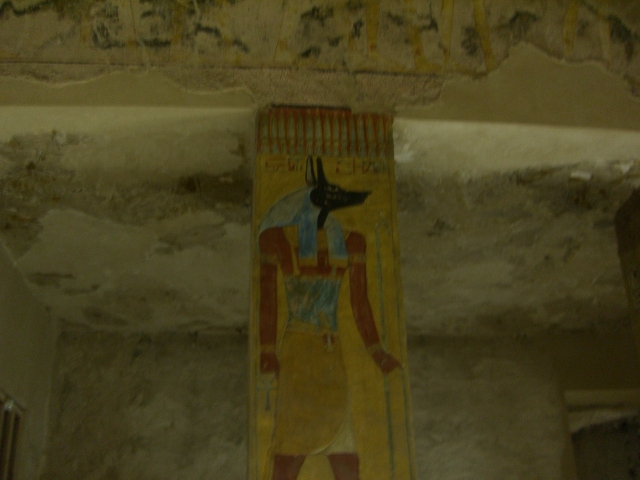
Il dio Anubis nella camera di Taousert
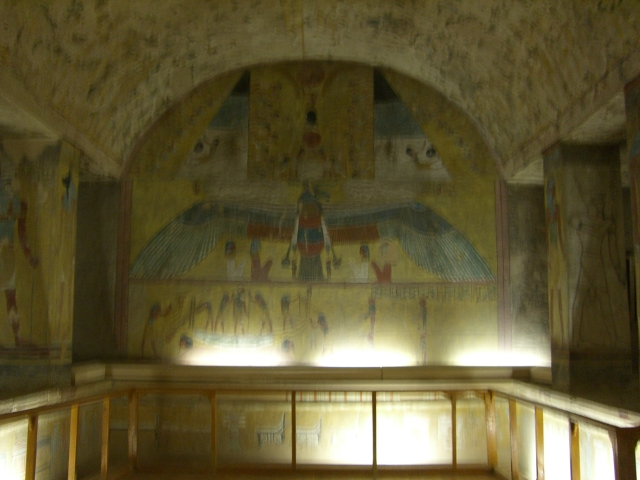
Camera sepolcrale di Taousert
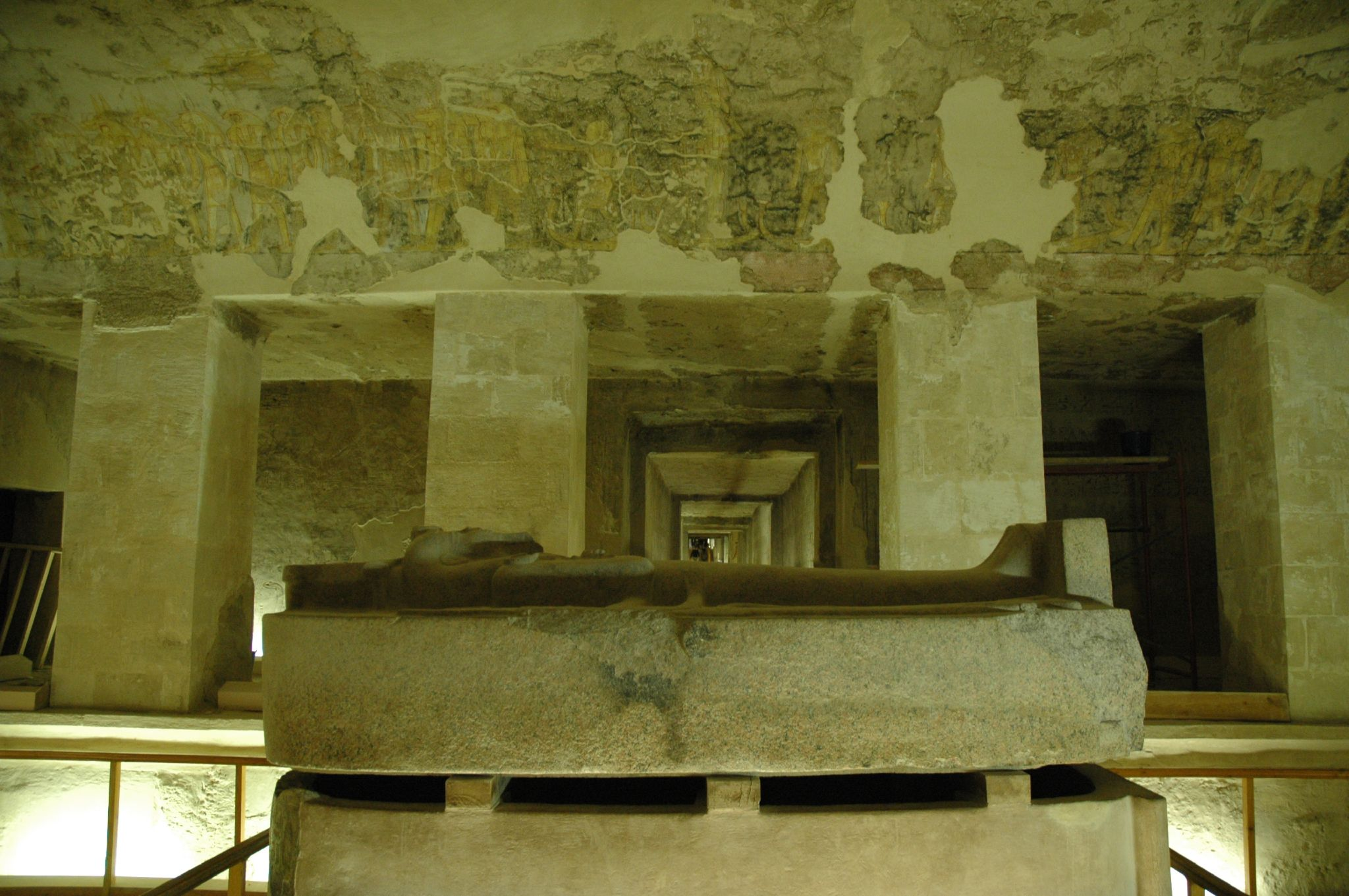
Tomba di Sethnakht
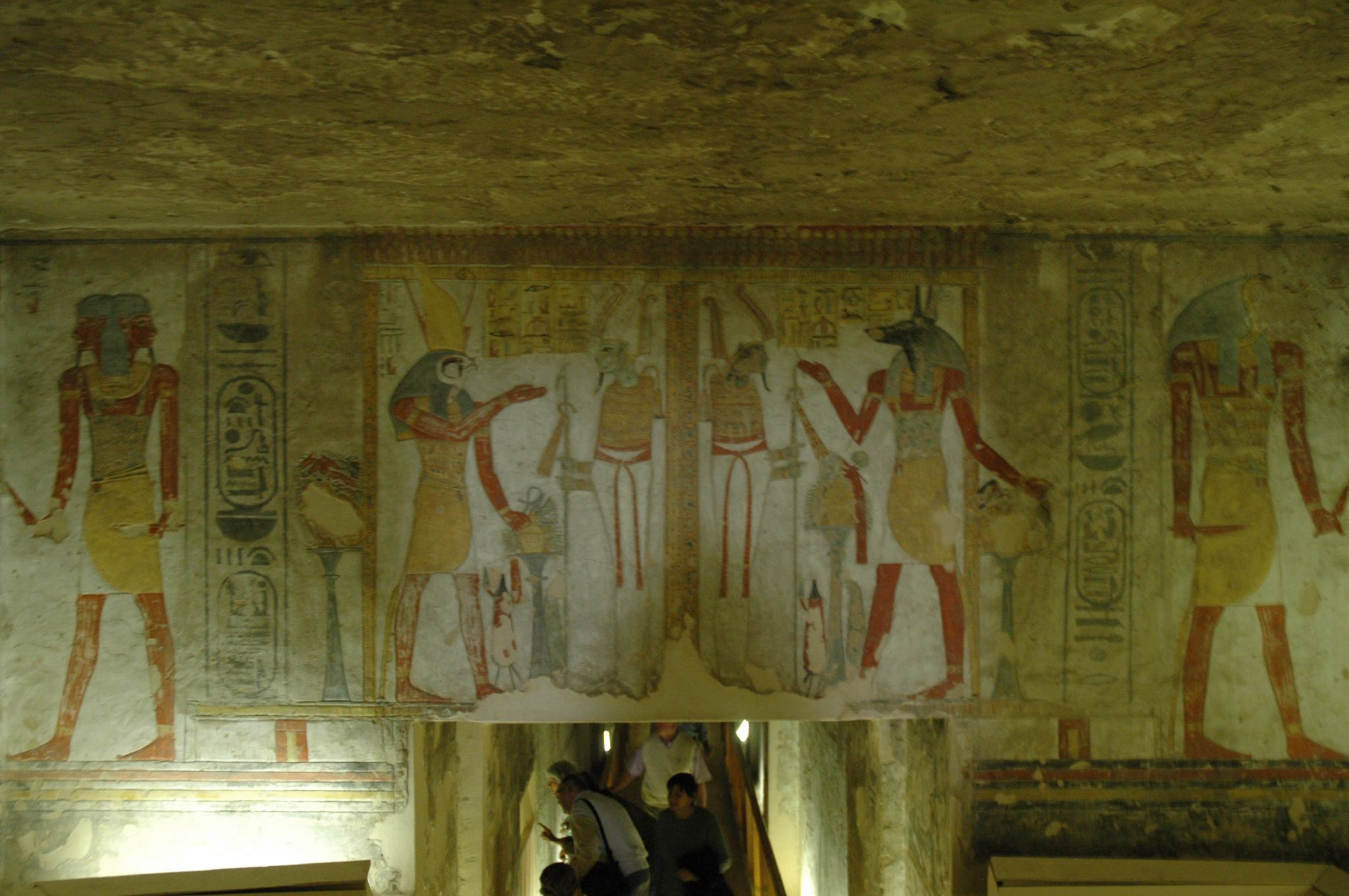
tomba di Sethnakht
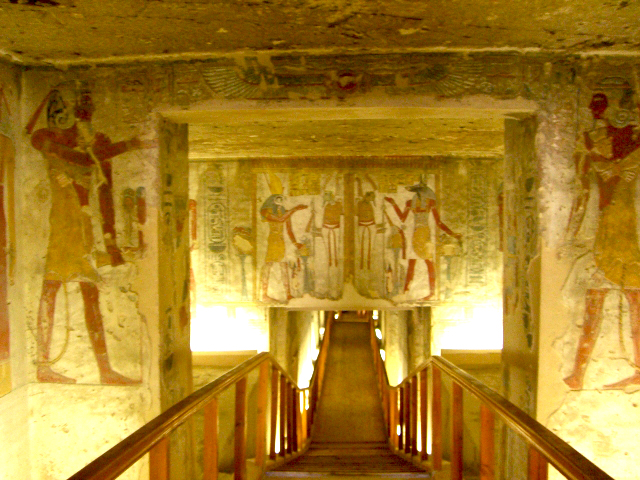
Ingresso

### Annotazioni
1. ↑  Le tombe vennero classificate nel 1827, dalla numero 1 alla 22, da John Gardner Wilkinson in ordine geografico. Dalla numero 23 la numerazione segue l’ordine di scoperta.
2. ↑  Tausert fu forse la figlia di Merenptah, a sua volta tredicesimo figlio e successore di Ramses II, e sorella del faraone usurpatore Amenmesse
3. ↑  La caduta di Tausert derivò da un periodo di disgregazione e debolezza del potere centrale; ne seguì una guerra civile che vide la fine della XIX dinastia e Sethnakht, vincitore, primo sovrano della XX.
4. ↑  Si consideri che la KV5 dei figli di Ramses II, con i suoi oltre 150 locali sino ad oggi scavati e i circa 450 m. di lunghezza, raggiunge i 2.154 m³ a fronte dei 2.128 della KV14.
5. ↑  Tale sorta di damnatio memoriae posta in essere dalla regina Tausert nei confronti di Siptah, per conto del quale era coreggente, ha fatto ipotizzare che questi non fosse suo figlio, ma del re Sethy II e di un'altra regina o del fratello Amenmesse. La vicenda si inquadrerebbe, peraltro, nell'ipotesi che alla morte del marito la regina Tausert, coreggente di Siptah, di fatto abbia regnato appoggiandosi al potere del visir, di origini asiatiche, Bay (sepolto nella KV13). Tale legame sarebbe poi continuato, alla morte di Siptah, quando Tausert assunse pienamente il titolo regale. Un ostrakon in ieratico (IFAO1864) pubblicato sul Bulletin de l'Institut Français d'Archéologie Orientale a firma di Pierre Grandet (nato 1954, egittologo francese), testimonierebbe che Bay venne giustiziato da un faraone non meglio indicato: Anno quinto, III mese di Shemu, giorno 27. Oggi lo scriba delle tombe, Paser, ha annunciato che il faraone, vita, prosperità, salute, ha ucciso il grande nemico Bay.

### Fonti
1. ↑  vedi: informazioni turistiche
2. ↑  Theban Mapping Project.
3. ↑  Reeves & Wilkinson (2000), p. 156.
4. ↑  Reeves & Wilkinson (2000), p. 157.
5. 1 2  Theban Mapping Project
6. 1 2  Reeves & Wilkinson (2000), p. 158.